# Goneatara platyrhinus
Goneatara platyrhinus is een spinnensoort in de taxonomische indeling van de hangmatspinnen (Linyphiidae).
Het dier behoort tot het geslacht Goneatara. De wetenschappelijke naam van de soort werd voor het eerst geldig gepubliceerd in 1927 door Crosby & Bishop.